# Kaj Mickos
Kaj Verner Mickos, född 11 oktober 1942, adjungerad professor i innovationsteknik vid Mälardalens högskola.
Han har i sin egenskap av uppfinnare, rådgivare, företagare och forskare inom området innovation mottagit bland annat första pris i tävlingen Nationell Miljöteknik, Svenska uppfinnarföreningens mentorpris, Patent- och Registreringsverkets Andrépris, Finska Leijonorden och Tenzingpriset.
I sin forskning har han arbetat med snabba innovationsprocesser och produktionssystem för innovationer. Kaj Mickos har varit programledare för två serier av Innovations-TV för TV8.